# زیردریایی آلمانی او-۱۰۶۴
زیردریایی آلمانی او-۱۰۶۴ (به انگلیسی: German submarine U-1064) یک زیردریایی بود که ارتفاع آن ۹٫۶۰ متر (۳۱ فوت ۶ اینچ) بود. این زیردریایی در سال ۱۹۴۴ ساخته شد.